# Кадіська бухта
Кадіська бухта (ісп. Bahía de Cádiz) — бухта Атлантичного океану на південний захід від Андалусії, частина Кадіської затоки.
Від відкритого океану закрита островом Леон, що захищає її від хвиль. Довжина понад 15 км, площа — 111 км² (якщо кордоном бухти вважати умовну лінію від Кадіса до Роти), глибина становить 10—15 м, у північній частині є обмілини.
Берег Кадіської бухти низинний, густо заселений. На території бухти утворено природний парк Баїя-де-Кадіс. Бухта дала назву однойменні комарці Іспанії.